# Theo Middelkamproute

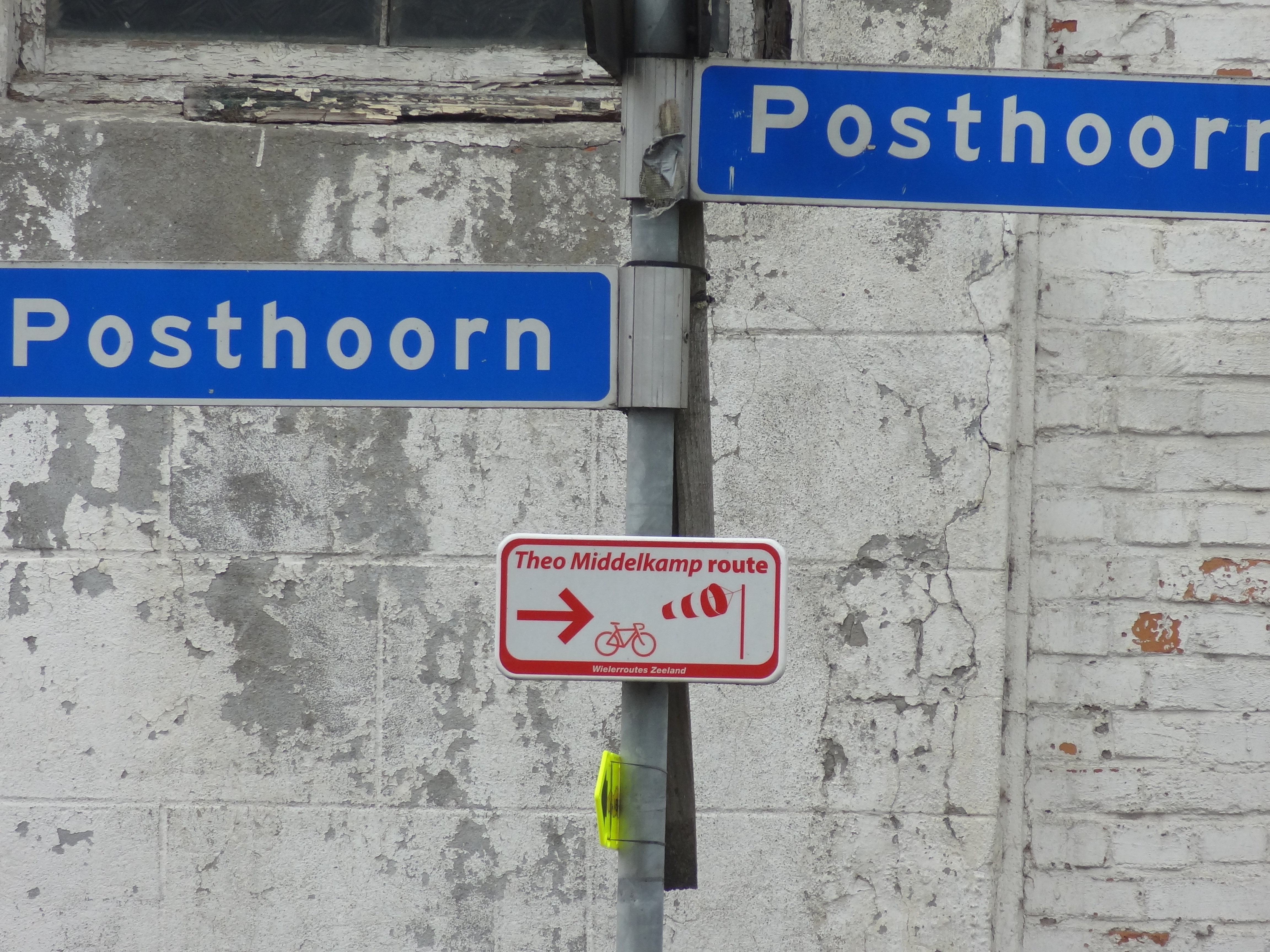
Bord Theo Middelkamproute in Posthoorn (grensbuurtschap)

De Theo Middelkamproute is een lusvormige fietsroute voor wielertoeristen van 145 km in de Nederlandse provincie Zeeland (Zeeuws-Vlaanderen) en een klein deel België. De toeristische wielerroute loopt door het gebied waar de Zeeuwse wielrenner Theo Middelkamp is opgegroeid. De route is bewegwijzerd en kan worden ingekort tot 2 lussen van 66 en 89 km. De doorsteek voor de verkorting is in de omgeving van Axel. 

## Verloop
In het Belgische Kieldrecht begon Theo Middelkamp na zijn wielercarrière café Middelkamp. De route is in één richting bewegwijzerd. Vanuit Kieldrecht gaat de route langs natuurgebied Grote Geule. Hierna passeert de route de grens en gaat door Zeeuws-Vlaanderen.
Met een boog gaat de route om Hulst en door het gebied van de Staats-Spaanse Linies naar Zuiddorpe. Vlak voor Zuiddorpe volgt de kasseistrook Waterhuisstraat. Een stuk voor Westdorpe gaat de route het Kanaal Gent-Terneuzen volgen en komt voorbij natuurgebied Autrichepolder. In Westdorpe gaat de route dan over de draaibrug Brug Sas van Gent naar Sas van Gent. De route volgt nu een tijdlang de Belgische grens. In dit gebied volgen ook enkele kasseistroken, zoals de Gezustersstraat, de bekende Smokkelweg-Timmermansweg en de Kasseiweg. In Balhofstede kruist de route de Staats-Spaanse Liniesroute.
Middels de Kasseiweg gaat de route weer richting noorden en oosten. Hier ligt ook de bekende kasseistrook Bolderweg net ten zuiden van Biervliet. De route komt langs de Braakmankreek.
Via Hoek gaat de route oostwaarts om met de draaibrug Brug Sluiskil nabij Sluiskil weer het Kanaal Gent-Terneuzen te kruisen. Vervolgens gaat het ten zuiden en ten oosten van Terneuzen en om de Otheensche Kreek naar de Westerschelde bij buurtschap Griete. 
De route loopt nu buitendijks langs de Westerschelde langs de Platen van Hulst. Bij Knuitershoek verlaat de route de Westerschelde en via Walsoorden, buurtschap Paal en buurtschap Emmadorp (buitendijks ligt hier het Verdronken Land van Saeftinghe) gaat het tot de Hertogin Hedwigepolder. Vanaf hier gaat het zuidwaarts naar Nieuw-Namen en Kieldrecht.  
De route kenmerkt zich door de vele kasseistroken, waaronder de Smokkelweg/Timmermansweg en Bolderweg. In de routeverkorting zit de Plattedijk. 
Andere wielerroutes in Zeeland zijn de Jan Raasroute, de Jo de Rooroute, de Keetie van Oosten-Hageroute, de Zeeuwse Windroute en de niet bewegwijzerde Wouter Weylandtroute.

## Zeeuwse Wieler Wind Zesdaagse
Sinds 2017 organiseert Sport Zeeland samen met plaatselijke wielerorganisaties de Zeeuwse Wieler Wind Zesdaagse. In 6 weekenden worden uitdagende recreatieve routes door de provincie Zeeland uitgezet waarbij gebruik wordt gemaakt van de bewegwijzerde wielerroutes en de Wouter Weylandtroute eveneens wordt toegevoegd.

## Aansluitingen op andere fietsroutes
- Op veel plaatsen kan gebruik worden gemaakt van het fietsroutenetwerk ter plaatse.
- In Balhofstede kruist de route de Staats-Spaanse Liniesroute.